# Europa-Park
Europa-Park – największy w Niemczech i trzeci pod względem wielkości park rozrywki w Europie, m.in. po paryskim Disneylandzie. Park znajduje się w miejscowości Rust, w południowo-zachodnich Niemczech. Został otwarty 12 lipca 1975 roku przez Franza Macka oraz jego syna, Rolanda Macka. Z parkiem powiązane jest przedsiębiorstwo Mack Rides, zajmujące się budową kolejek górskich. W 2017 roku park odwiedziło około 5,7 miliona osób.
Park podzielony jest na 15 stref tematycznych reprezentujących kraje europejskie, takie jak: Niemcy, Francję, Szwajcarię, Włochy, Holandię, Rosję, Hiszpanię, Grecję, Irlandię, Portugalię, Anglię czy też państwa skandynawskie. Park oferuje atrakcje zarówno dla dzieci, jak i dorosłych. W 2019 park otworzył nową strefę tematyczną Rulantica (park wodny), natomiast w 2024 roku strefę związaną z Chorwacją, wraz z nową kolejką górską Voltron.

## Kolejki górskie

### Czynne
W roku 2024 w parku znajdowało się 14 czynnych kolejek górskich:
| #  | Nazwa                        | Strefa          | Producent  | Data otwarcia    | Typ                               | Wysokość [m] | Prędkość [km/h] | Źródło |
| -- | ---------------------------- | --------------- | ---------- | ---------------- | --------------------------------- | ------------ | --------------- | ------ |
| 1  | Schweizer Bobbahn            | Szwajcaria      | Mack Rides | 1985             | bobsled coaster                   | 19           | 50              | [ 8 ]  |
| 2  | Eurosat - CanCan Coaster     | Francja         | Mack Rides | 5 sierpnia 1989  | stalowy indoor coaster            | 25,5         | 60              | [ 9 ]  |
| 3  | Euro Mir                     | Rosja           | Mack Rides | 12 czerwca 1997  | stalowy spinning coaster          | 2            | 80              | [ 10 ] |
| 4  | Matterhorn Blitz             | Szwajcaria      | Mack Rides | 25 marca 1999    | stalowa rodzinna                  | 16           | 56,3            | [ 11 ] |
| 5  | Water Rollercoaster Poseidon | Grecja          | Mack Rides | 12 lipca 2000    | stalowa water coaster             | 23           | 70              | [ 12 ] |
| 6  | Silver Star                  | Francja         | B&M        | 23 marca 2002    | stalowy hyper coaster             | 73           | 127             | [ 13 ] |
| 7  | Atlantica SuperSplash        | Portugalia      | Mack Rides | 19 marca 2005    | stalowa water coaster             | 30           | 80              | [ 14 ] |
| 8  | Pegasus                      | Grecja          | Mack Rides | 25 maja 2006     | stalowy rodzinny launched coaster | 13           | 65              | [ 15 ] |
| 9  | Blue Fire                    | Islandia        | Mack Rides | 4 kwietnia 2009  | stalowy launched coaster          | 38           | 100             | [ 16 ] |
| 10 | Wodan Timbur Coaster         | Islandia        | GCI        | 31 marca 2013    | drewniana                         | 40           | 100             | [ 17 ] |
| 11 | Arthur                       | Artur i Minimki | Mack Rides | lipiec 2014      | stalowa rodzinna odwrócona        | 13,5         | 31              | [ 18 ] |
| 12 | Ba-a-a Express               | Irlandia        | Mack Rides | 13 lipca 2016    | stalowa dziecięca                 | 3            | ?               | [ 19 ] |
| 13 | Voltron                      | Chorwacja       | Mack Rides | 26 kwietnia 2024 | stalowy launched coaster          | 32,5         | 90              | [ 6 ]  |
| 14 | Alpenexpress Enzian          | Austria         | Mack Rides | 26 kwietnia 2024 | stalowy rodzinny powered coaster  | ?            | ?               | [ 20 ] |

### Usunięte
W roku 2024 z 15 kolejek górskich wybudowanych w historii parku 1 była usunięta:
| # | Nazwa               | Strefa  | Producent  | Data Otwarcia | Data Usunięcia  | Typ                | Wysokość [m] | Prędkość [km/h] | Źródło |
| - | ------------------- | ------- | ---------- | ------------- | --------------- | ------------------ | ------------ | --------------- | ------ |
| 1 | Alpenexpress Enzian | Austria | Mack Rides | 1984          | 19 czerwca 2023 | stalowy mine train | 6            | 45              | [ 22 ] |